# 衛駿英
衛駿輝，又名衛駿英，是香港粵劇藝人，新界原居民，她自小酷愛粵劇，善演武場，是粵劇新一代文武生。「八和粵劇學院」第一屆(1980至1982年)
畢業學員，拜任大勳師父練北派。 

## 家庭
衛駿輝未婚，是大家姐，有一妹三弟，父母健在。 

## 粵劇演出
- 《大唐胭脂》
- 《紅菱巧破無頭案》
- 《梁祝恨》
- 《雙駙馬》，阮眉作品
- 《帝女花》
- 《西樓錯夢》
- 《英烈劍中劍》
- 《辭郎洲》
- 《蝶影紅梨記》
- 《花木蘭》[1]
- 《青蛇 (粵劇)》[1]

## 相關團體
- 鳳翔鴻劇團
- 錦昇輝粵劇團
- 盛世天戲劇團 (《大唐胭脂》)

## 外部連結
- 香港戲曲年鑑 2011.演員／演唱者.衛駿輝
- 香港戲曲年鑑 2012.演員／演唱者.衛駿輝
- 香港戲曲年鑑 2013.演員／演唱者.衛駿輝
- 香港戲曲年鑑 2014.演員／演唱者.衛駿輝
- 香港戲曲年鑑 2015.演員／演唱者.衛駿輝
- 香港戲曲年鑑 2016.演員／演唱者.衛駿輝